# Simocheilus hispidus
Simocheilus hispidus là một loài thực vật có hoa trong họ Thạch nam. Loài này được (Klotzsch) Benth. miêu tả khoa học đầu tiên năm 1839.